# ネイヴィー・シー・ホークスFC
ネイヴィー・シー・ホークスFC（英語: Navy Sea Hawks FC）は、スリランカ・ウェリサラを本拠地とするサッカークラブ。

## 概要
元々はスリランカ海軍SCであったが、2018年にネイヴィー・シー・ホークスFCに改名した。2021年に八橋健一が監督に就任した。

## 歴代所属選手
- 金城寛大
- 田代主水
- 林遼太